# Tita Llorens
Margarita Llorens i Bagur, més coneguda com a Tita Llorens (Ciutadella de Menorca, 11 d'agost de 1968), és una nedadora menorquina. Tot i que no va començar a nadar en aigües obertes fins als 30 anys, fou la primera dona que va unir nadant les Illes Balears amb la península Ibèrica, el 2018, concretament va fer els 100 km que van d'Eivissa a Xàbia en 36 hores i sense neoprè. Al setembre del 2011 ja havia travessat l'estret de Gibraltar, nadant els 22 km que separen tots dos continents en tres hores.
L'any 2022 va nedar els 54 km d'anada i tornada de l'illa de San Simón fins a les illes Cíes, en 17 hores, 17 minuts i 92 dècimes, sense neoprè i a una temperatura entre els 14 i els 16 graus. Va ser la primera persona que ho va fer. També ha sigut la primera europea que ha travessat nedant el Riu de la Plata, una travessia de 42 km que va completar en 12 hores i 24 minuts. El 16 de febrer de 2025 va aconseguir una altra fita històrica, travessant el llac Titicaca, sense neoprè, amb 56 anys.

## Premis i reconeixements
- 2018 - Premi Fosbury com a millor esportista de l'any[6]